# Kill (County Waterford)
Kill (irisch An Chill, deutsch „die Kirche“) ist ein Dorf im irischen County Waterford und liegt zwischen Dungarvan und Tramore, allerdings nicht direkt an der Küste.
Unterhalb der County-Ebene gehört Kill zur Gemeinde Kilbarrymeaden (Cill Bhairméidín) in der Baronie Decies-without-Drum (Na Déise lasmuigh den Drom).
In Kill gibt es eine Kirche, die Unserer Lieben Frau auf dem Berge Karmel geweiht ist.
Wenige hundert Meter westlich des Ortes befindet sich der See Ballinlough.
Zirka 2 km östlich von Kill befindet sich der Portal-Dolmen von Savagetown.